# Stenocentrura albomaculata
Stenocentrura albomaculata là một loài bọ cánh cứng trong họ Cerambycidae.